# Новая Третьяковка
Но́вая Третьяко́вка — второе здание Третьяковской галереи, расположенное в Москве на Крымском Валу в парке «Музеон». Построено к 1983 году по проекту архитекторов Юрия Шевердяева и Николая Сукояна в стиле советский модернизм. Открытие первых выставок состоялось в 1986 году, в музее представлены художественные направления XX и XXI веков: русский авангард, социалистический реализм, искусство «сурового стиля», андеграунд и новейшие течения. При музее работает Детская творческая мастерская.
С 2023 по 2027—2028 годы здание Новой Третьяковки будет закрыто на реконструкцию.

## История

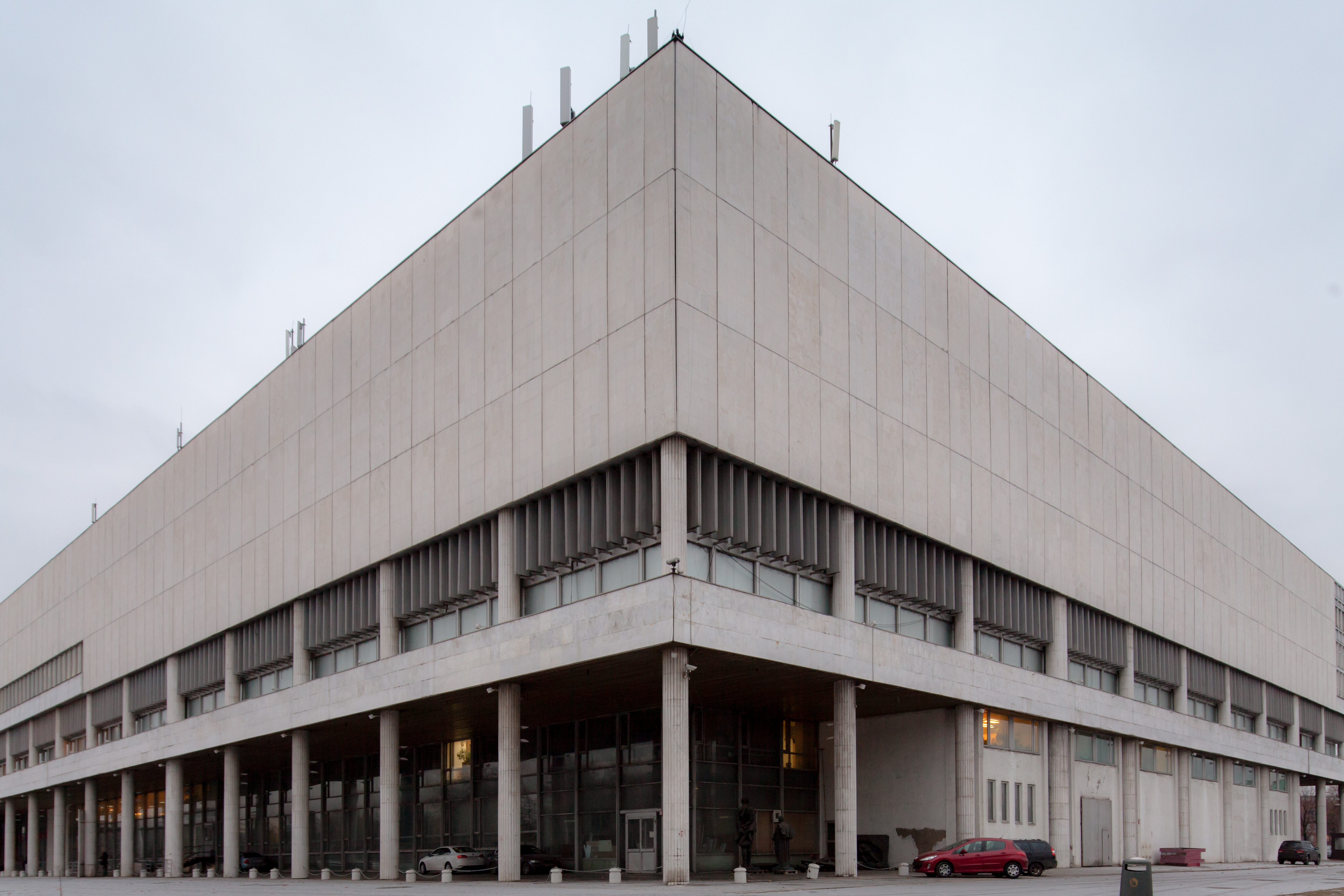
Здание музея, 2014 год

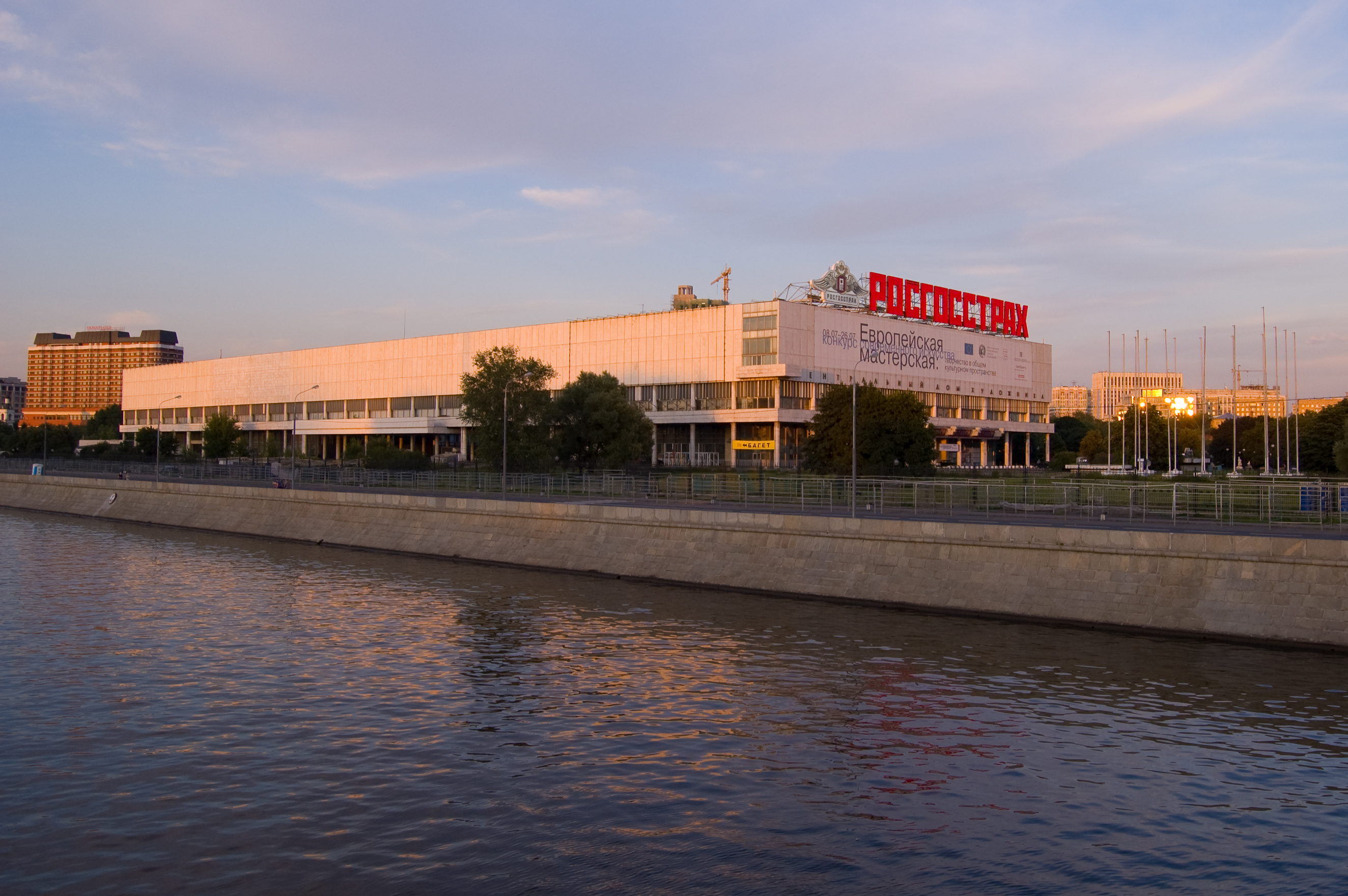
Вид на Новую Третьяковку, 2009 год

### Предыстория участка
Первые планы по застройке участка на берегу Москвы-реки у Крымского моста появились в 1920-х годах. В то время на территории предполагалось возвести систему парков с постоянной сельскохозяйственной выставкой. Проект не состоялся по бюрократическим причинам и в 1930-м городские власти обсуждали возможность постройки на участке Дворца искусств. В 1936 году в Москву переехала Академия наук СССР, которой требовался большой научный центр. В этом же году был объявлен архитектурный конкурс, победителем которого стал проект под руководством Алексея Щусева. Строительство началось в 1939-м, но из-за начала Великой Отечественной войны работы были приостановлены, а в послевоенные годы стройплощадку перенесли на Воробьёвы горы.
В 1950-е годы архитектор Иван Жолтовский предложил построить на участке новый Дом Союзов. Одновременно в правительстве стали обсуждать строительство нового здания к 100-летию Третьяковской галереи. Место у Крымского моста представлялось наиболее удачным: помимо того, что участок был достаточно большим для размещения многофункционального здания, основатель галереи Павел Третьяков был рождён в 1832-м неподалёку — в Голутвинском переулке. Однако из-за внутренних разногласий в руководстве галереи проект также не был реализован. В 1959 году городские власти приняли решение передать участок Государственной картинной галерее СССР.

### Возведение здания
Здание было спроектировано в Архитектурной мастерской имени Ивана Жолтовского по эскизам Юрия Шевердяева и Николая Сукояна в стиле ранний советский модернизм. Архитекторы приняли решение придать постройке форму паркового павильона, ориентированного на набережную Москвы-реки. По проекту здание согласуется с ансамблем Нескучного сада и парка Горького и представляет собой крупномасштабный невысокий павильон с сквозной колоннадой по периметру первого этажа. Общая площадь выставочных залов составила 12 000 м². В 1962 году было принято решение о строительстве одного здания для двух объектов: Государственной картинной галереи и Центрального дома художника (ЦДХ).
Строительство началось в 1965 году, а в 1977-м была сдана часть постройки, принадлежащая Союзу художников. Два года спустя в ней открылся Центральный дом художника. В 1985-м здание было сдано полностью.

### Открытие Новой Третьяковки
В 1986 году Государственная картинная галерея СССР была объединена с Третьяковской галереей во Всесоюзное музейное объединение, в которое также вошли Музей-квартира Апполинария Васнецова, Дом-музей Виктора Васнецова, Музей-мастерская Анны Голубкиной, Дом-музей Павла Корина с его мастерской, храм Святителя Николая в Толмачах, мемориальная усадьба Павла Третьякова.
Первые временные экспозиции открылись для посещения в 1986 году: «40 лет победы над фашизмом», «Молодость страны» и «Этапы большого пути». Тогда же главное здание Третьяковской галереи в Лаврушинском переулке закрыли на реставрацию и часть произведений живописи, графики, скульптуры, театрально-декорационного искусства XX века была также перевезена в здание на Крымском Валу. После окончания реставрации главного здания в 1996-м произведения искусства XX века перенесли в корпус на Крымском Валу, где была оформлена первая постоянная экспозиция.

## Экспозиция

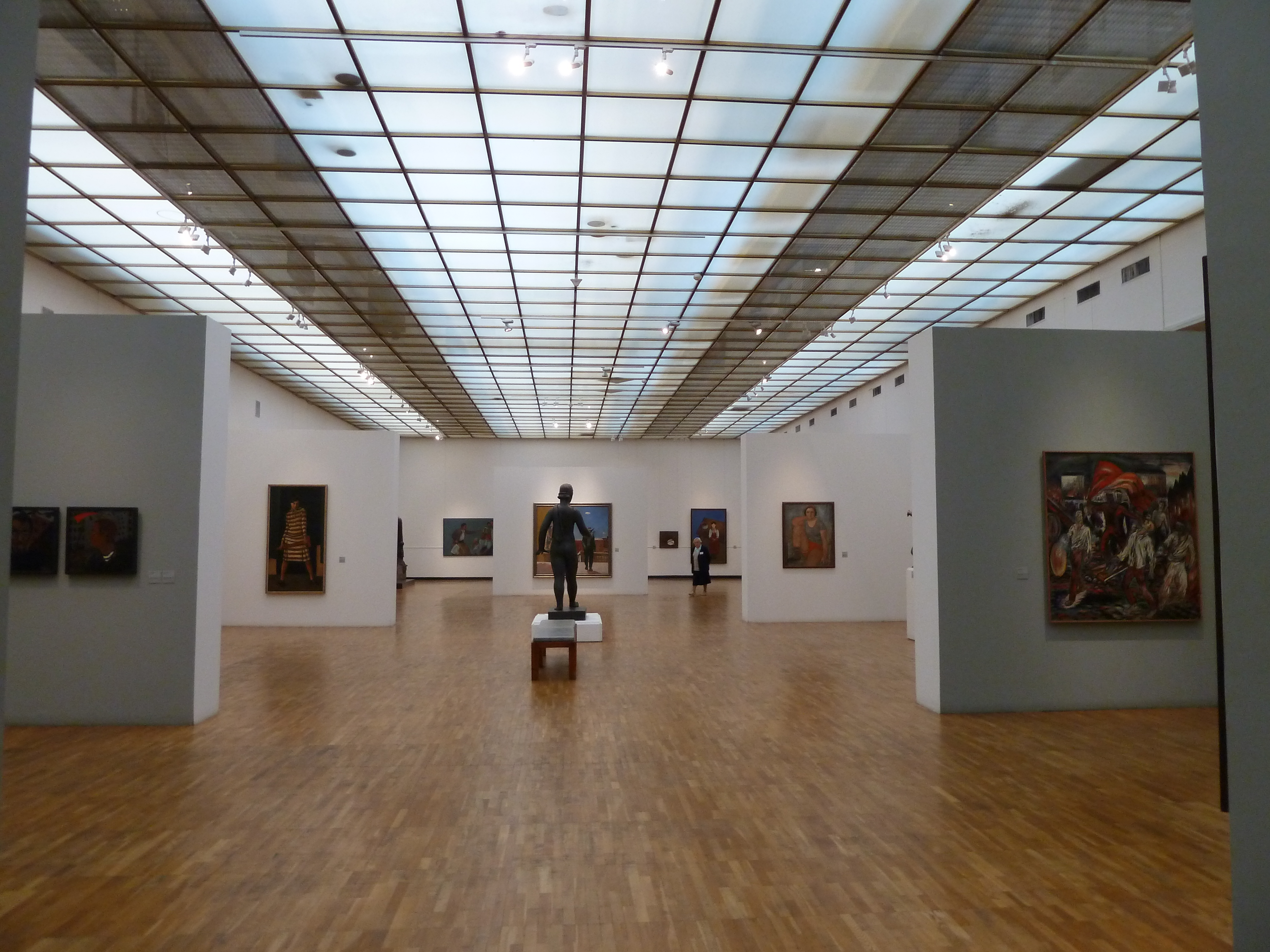
Интерьеры галереи, 2011 год

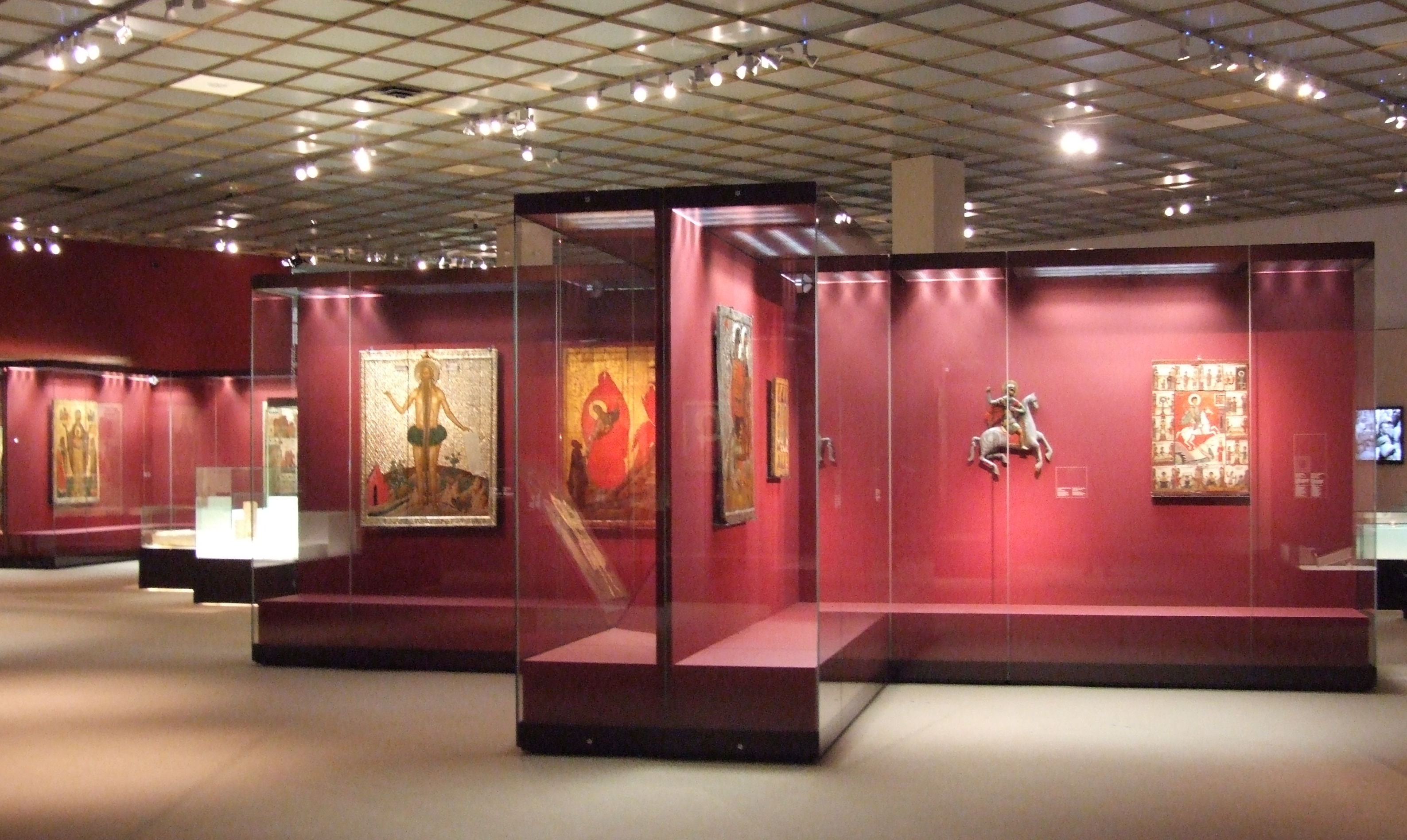
Выставка «Святая Русь», 2011 год

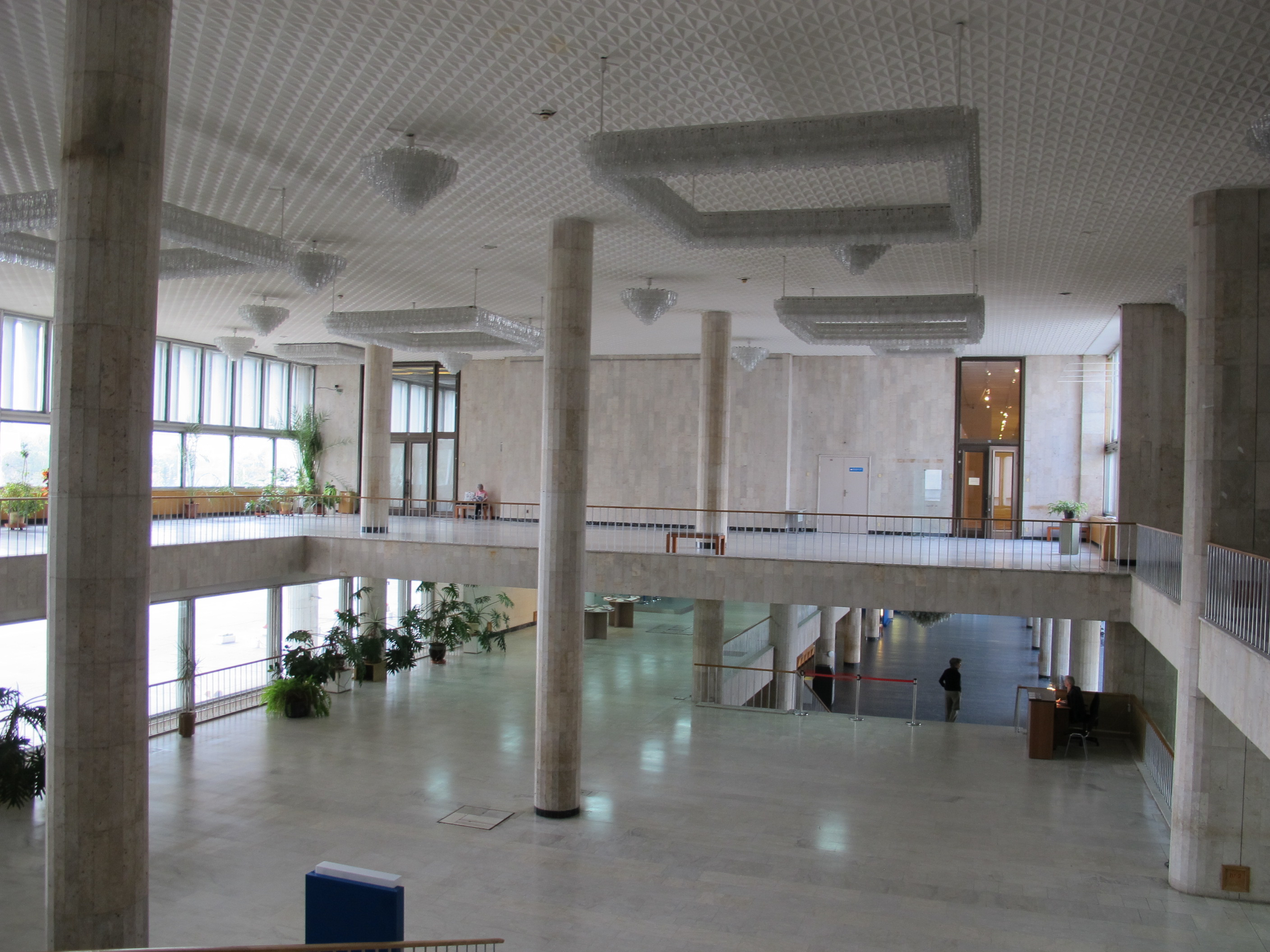
Интерьеры музея, 2011 год

По состоянию на 2018 год в состав музея входят более 5000 произведений искусства XX—XXI веков. Одну из самых крупных коллекций составляют полотна русского авангарда 1900—1920-х годов, представленные художниками Казимиром Малевичем, Василием Кандинским, Марком Шагалом, Павлом Филоновым, Любовью Поповой.
Широко представлены в экспозиции работы крупных живописцев и скульпторов социалистического реализма. В постоянной экспозиции залов 15—20, 24 и 25, озаглавленной «Искусство советской эпохи. 1920—1950-е», в частности находятся картина «Новая Москва» (1937) Юрия Пименова, «И. В. Сталин и К. Е. Ворошилов в Кремле» (1938) Александра Герасимова, «Весна» (1954) и «Сенокос» (1945) Аркадия Пластова. В залах 26—30, 33, 35 и 36, объединённых в раздел «Искусство советской эпохи. 1950—1980-е», хорошо представлено творчество Дмитрия Жилинского, в частности экспонируются полотна «У моря. Семья» (1964) и «Воскресный день» (1973).
Собрание современной живописи начало формироваться в 1990-е годы благодаря приобретениям Министерства культуры и даров художников и их наследников. Так, в начале 2000-х в состав музея перешла коллекция отдела современного искусства музея-заповедника «Царицыно», собранная Андреем Ерофеевым.
В 2007 году руководство музея изменило концепцию организации экспозиции. Согласно нововведениям, просмотр полотен начинается с искусства 1900-х, а картины расположены тематически — произведения одного художника могут быть одновременно представлены сразу в нескольких залах. Также в залах были выставлены приобретённые Верой Мухиной предметы декоративно-прикладного искусства и фотографии.
В 2014 году в состав музея вошла крупная коллекция современного искусства Леонида Талочкина, переданная в дар Третьяковской галерее вдовой коллекционера при поддержке Минкультуры. В 2016-м была открыта новая постоянная экспозиция «Современное искусство: 1960—2000. Перезагрузка». Все произведения сгруппированы согласно направлениям и тематическим разделам: «Абстракция», «Кинетизм и оптическое искусство», «Мистики и сюрреалисты», «Новый реализм», «Поп-арт», «Минимализм и постживописная абстракция», «Соц-арт», «Концептуализм — образ в голове», «Поэзия и письмо», «Перформанс», «Машины понимания», «Неоэкспрессионизм», «Концептуализм — новое поколение», «Археология постмодерна», «Акционизм 1990-х» и «Проект: искусство 2000-х». В 2018-м Фонд поддержки современного искусства «Винзавод» передал в дар музею десять произведений молодых художников 1990—2000-х годов.
Мы упустили главные работы этого времени, и теперь мы не сможем их купить, если они и появятся на рынке, потому что они стоят огромных денег, несопоставимых с теми, что платили в 90-е и 2000-е, поэтому мы не хотим повторять ошибки предыдущих поколений. Мы хотим собирать современное искусство сейчас.Директор Третьяковской галереи Зельфира Трегулова
В сентябре 2019 года в стенах музея открылся зал, посвященный коллекционеру Георгию Костаки, которым перед его выездом за границу были переданы Третьяковской галерее более 800 произведений — коллекция русского авангарда из 142 произведений живописи и 692 графических работ. Среди них такие шедевры мирового значения, как «Портрет Матюшина» Казимира Малевича, «Симфония Шостаковича» Павла Филонова, «Красная площадь» Василия Кандинского, «Живописная архитектоника. Чёрное, красное, серое» Любови Поповой, «Пробегающий пейзаж» Ивана Клюна.Экспозиция именного зала, в которой представлено свыше 50 живописных и графических произведений, будет меняться, в частности, ради сохранности графических работ, которые нельзя экспонировать дольше трех месяцев.

## Современность

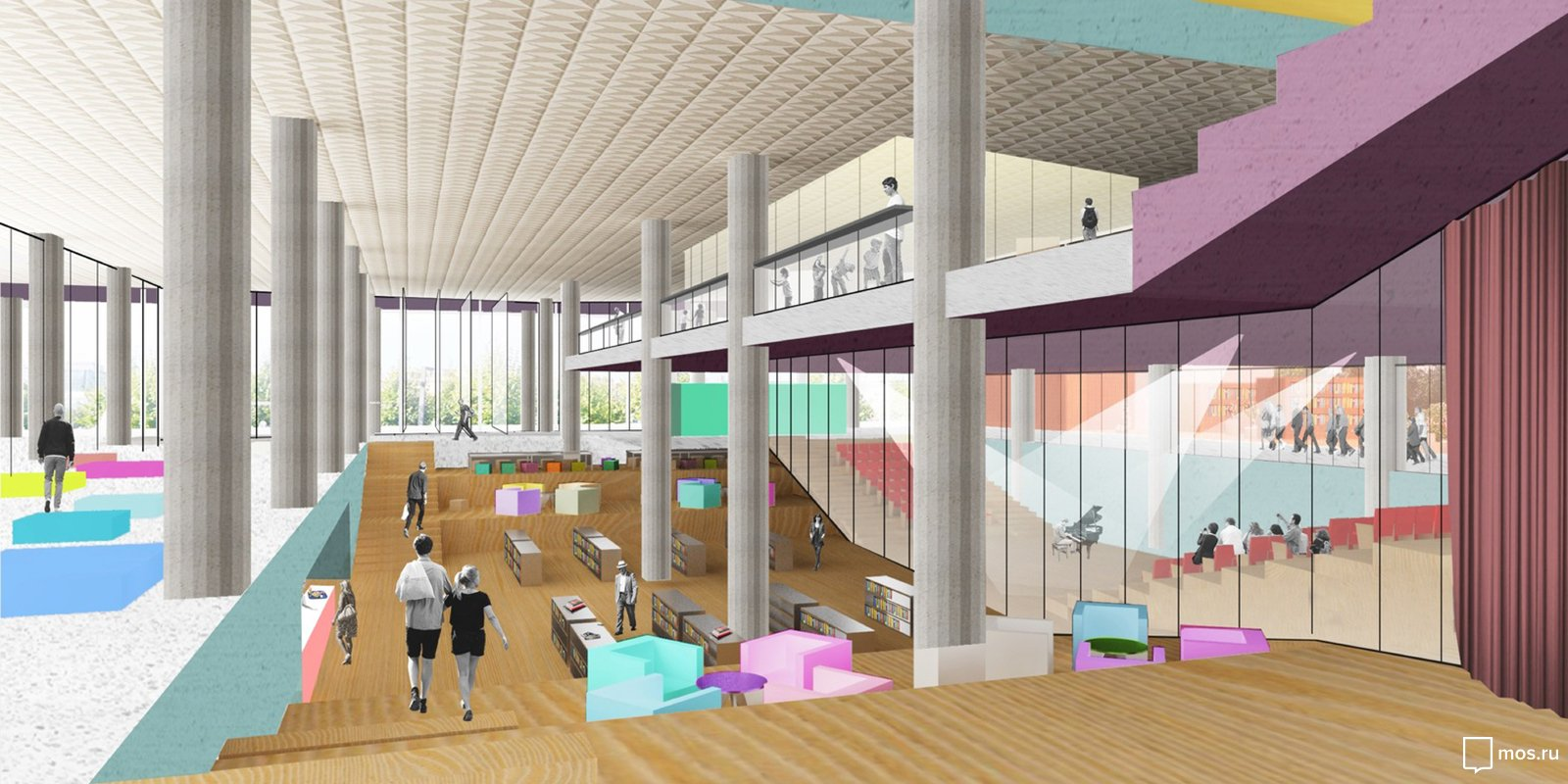
Проект реконструкции здания, 2018 год

### Модернизация и реконструкция
В 2008 году стало известно, что городские власти планировали снести здание ЦДХ на Крымском Валу, а на его месте построить новое здание Третьяковской галереи — круглый выставочный центр «Апельсин» проекта Нормана Фостера, также включающий жилые апартаменты, офисы и магазины. Решение руководства галереи вызвало широкий общественный резонанс, поэтому от замыслов отказались.
В 2015-м руководство Третьяковки объявило о смене имиджа музея. Проект был разработан кампанией Zoloto Group, здание на Крымском Валу получило название «Новая Третьяковка» для избежания путаницы с другими филиалами Третьяковской галереи. Также была изменена навигация: пространство разбили на буквенные сектора по примеру Метрополитен-музея в Нью-Йорке, открыли кафе, лекторий и сувенирный магазин. В 2015 году за реконструкцию здания взялось архитектурное бюро Рема Колхаса. В 2016-м после реконструкции был открыт внутренний двор площадью 4000 м² с фонтаном и амфитеатром для мероприятий: образовательных лекций, музыкальных программ и других мероприятий.
С 2017 года часть помещений ЦДХ, освобождённая Международной конференцией союзов художников решением Верховного суда России, была передана Третьяковке по просьбе Владимира Мединского. В октябре 2018-го стало известно, что в начале следующего года ЦДХ переведёт свои мероприятия в «Манеж» и «Гостиный двор», а здание на Крымском Валу полностью отойдёт Новой Третьяковке.
Ещё в феврале 2018 года бюро Рема Колхаса представило концепцию очередной реконструкции, согласно которой здание будет поделено на четыре сектора: фондохранилище, образовательный центр, выставочное пространство и актовый зал. По задумке архитекторов, окна на фасадах здания увеличат, а стены, обрамляющие атриум изнутри, будут разобраны и здание сделают полностью прозрачным. Вместо существующей анфилады комнат создадут большую выставочную площадь с видом на парк Горького, а лестницы заменят цветными эскалаторами.
В августе 2019-го руководство музея объявило, что здание Новой Третьяковки будет полностью закрыто на реконструкцию с 2023 по 2027 или 2028 годы. Часть экспозиции будет отправлена в хранилище, а другая часть будет выставляться в новом здании на Кадашёвской набережной.

### Экспонаты постоянной экспозиции

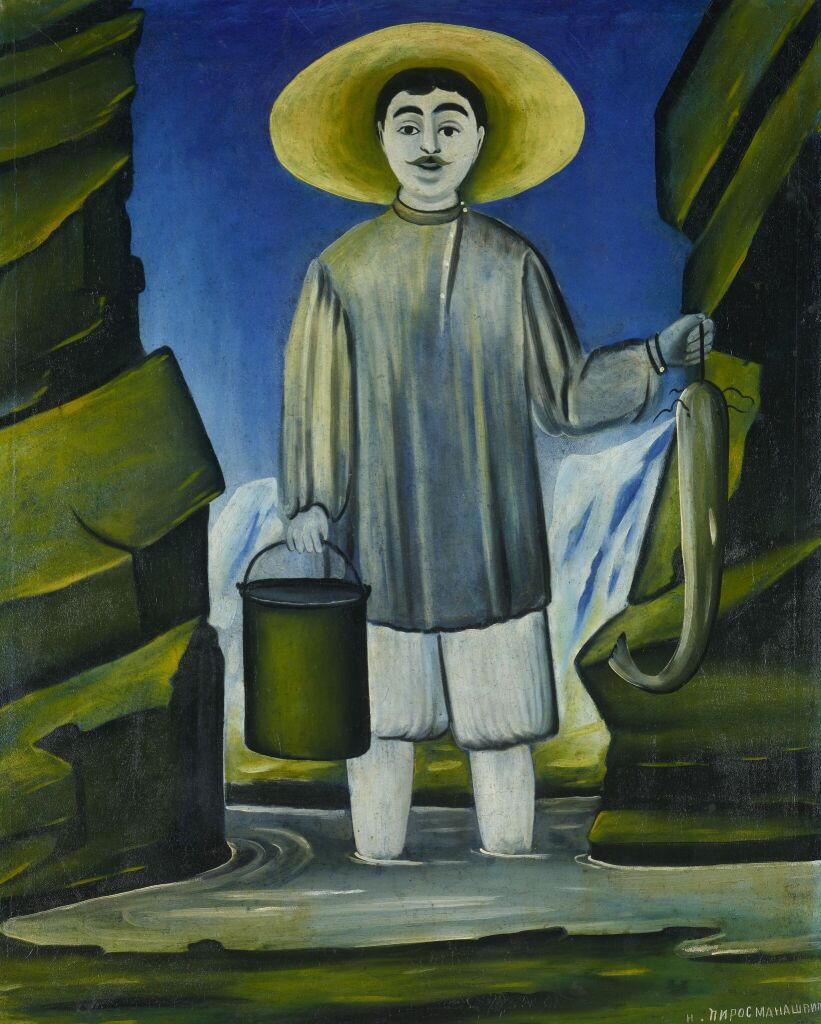
Нико Пиросмани. Рыбак среди скал. 1906
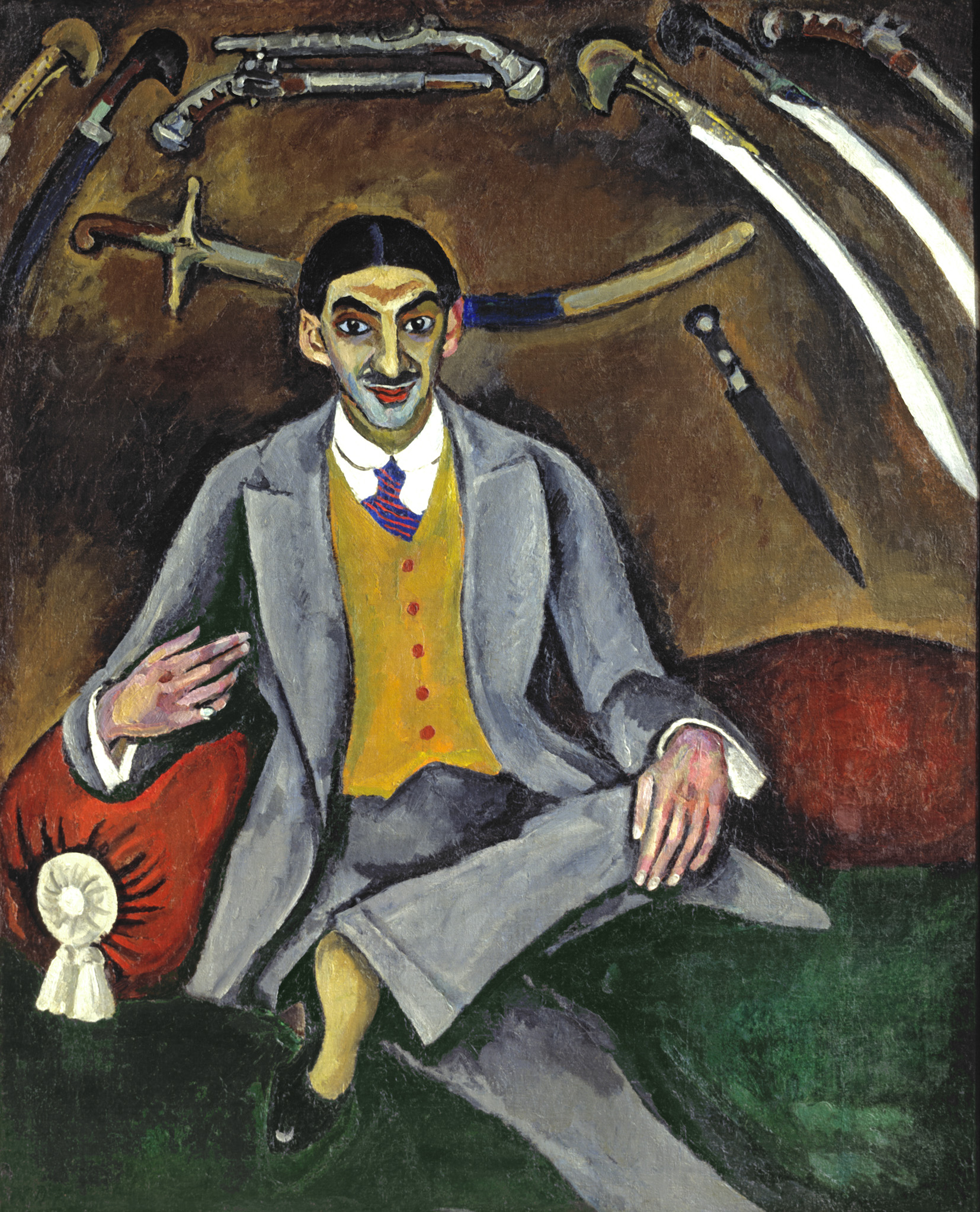
Пётр Кончаловский. Портрет Г. Б. Якулова. 1910
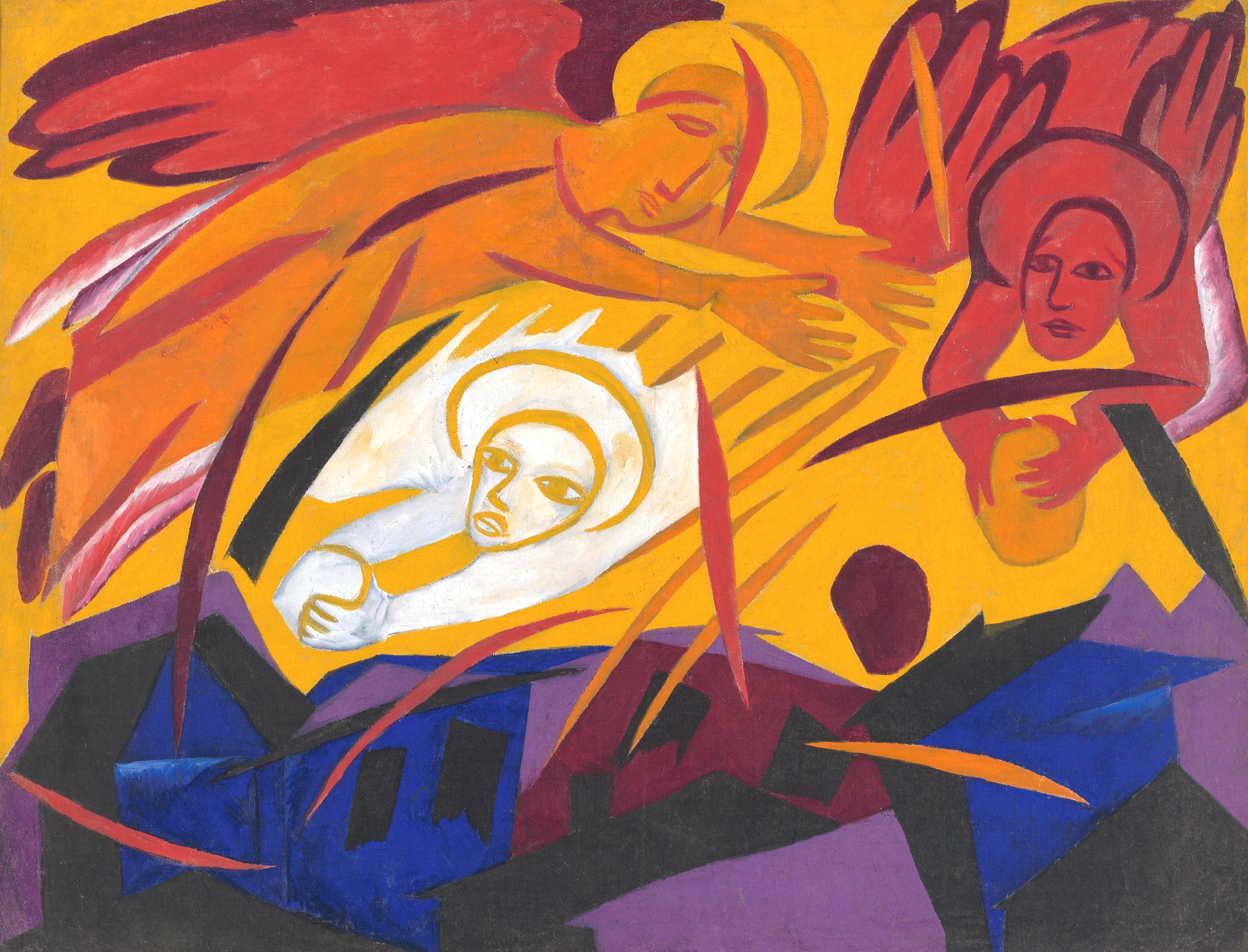
Наталья Гончарова. Ангелы, метающие камни в город. 1911
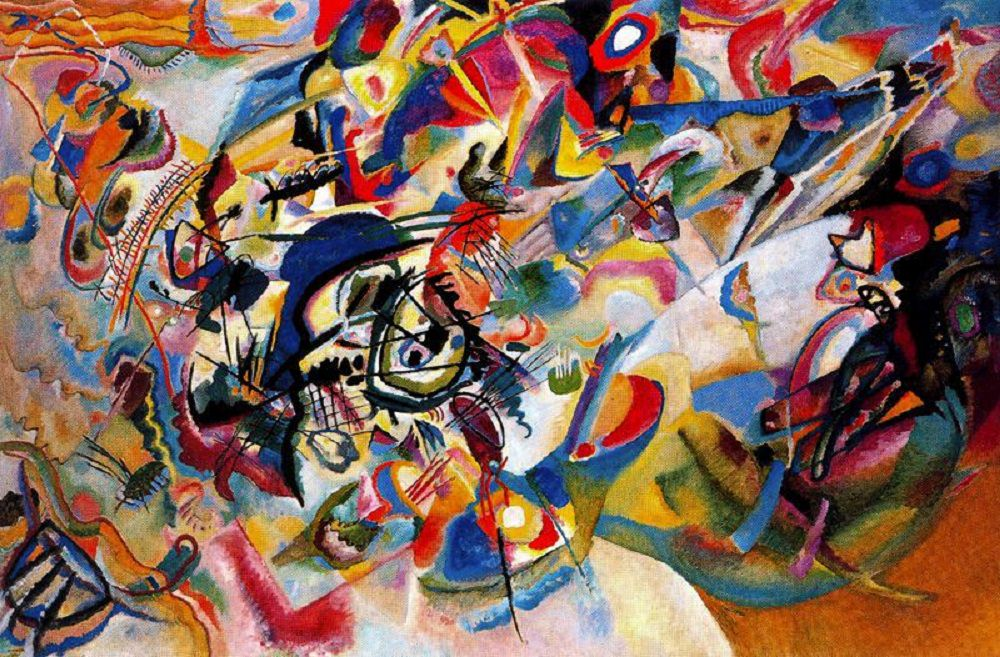
Василий Кандинский. Композиция VII. 1913
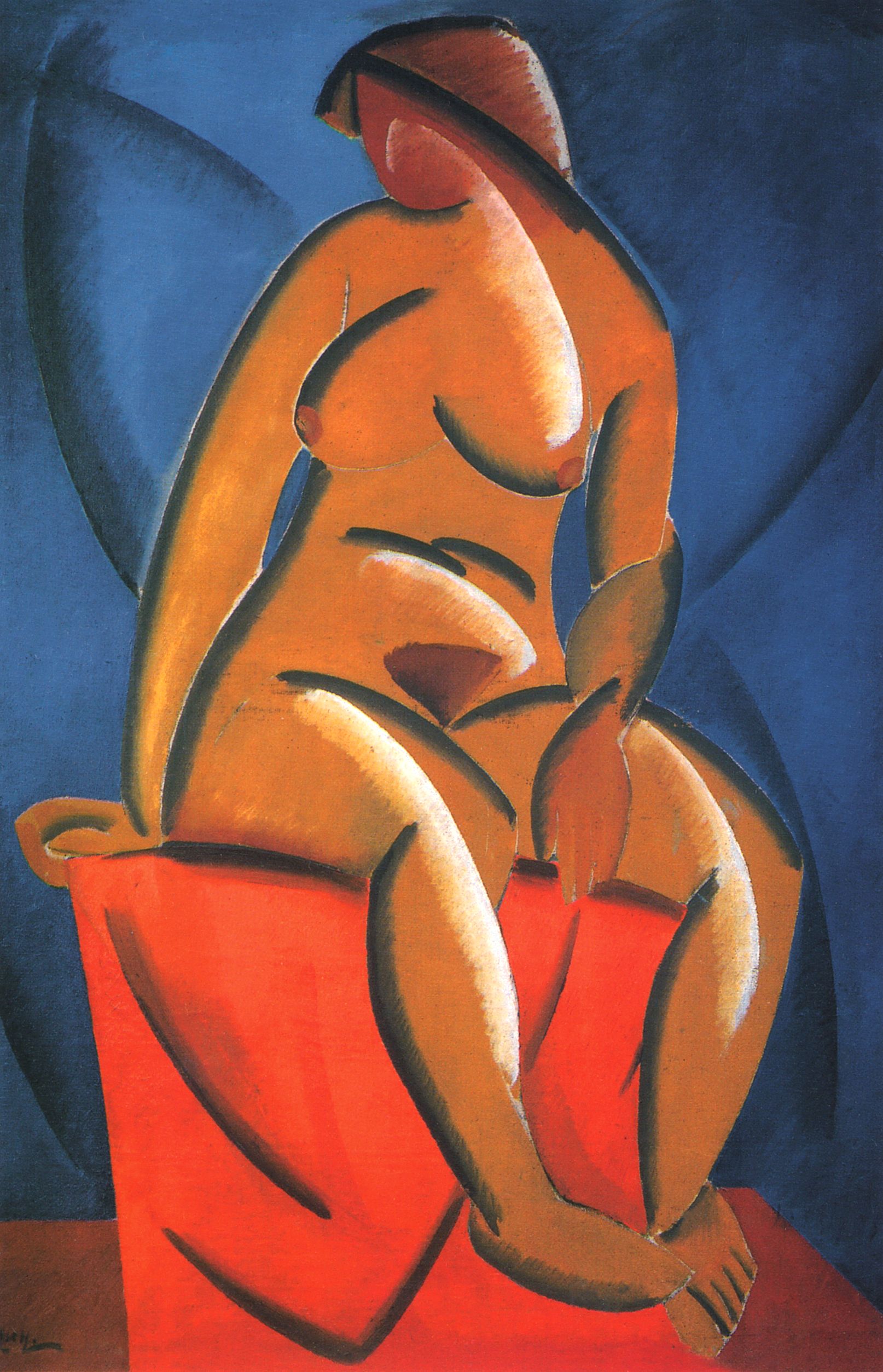
Владимир Татлин. Натурщица. 1913
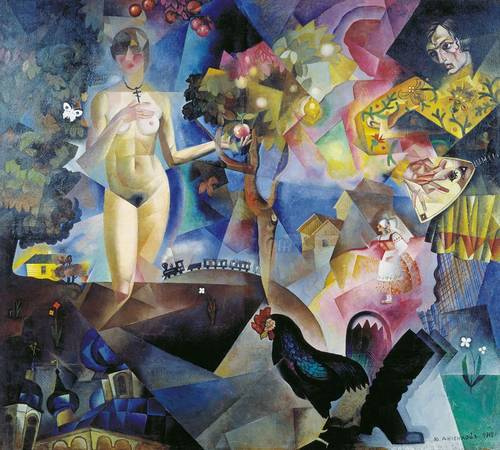
Юрий Анненков. Адам и Ева. 1913—1918
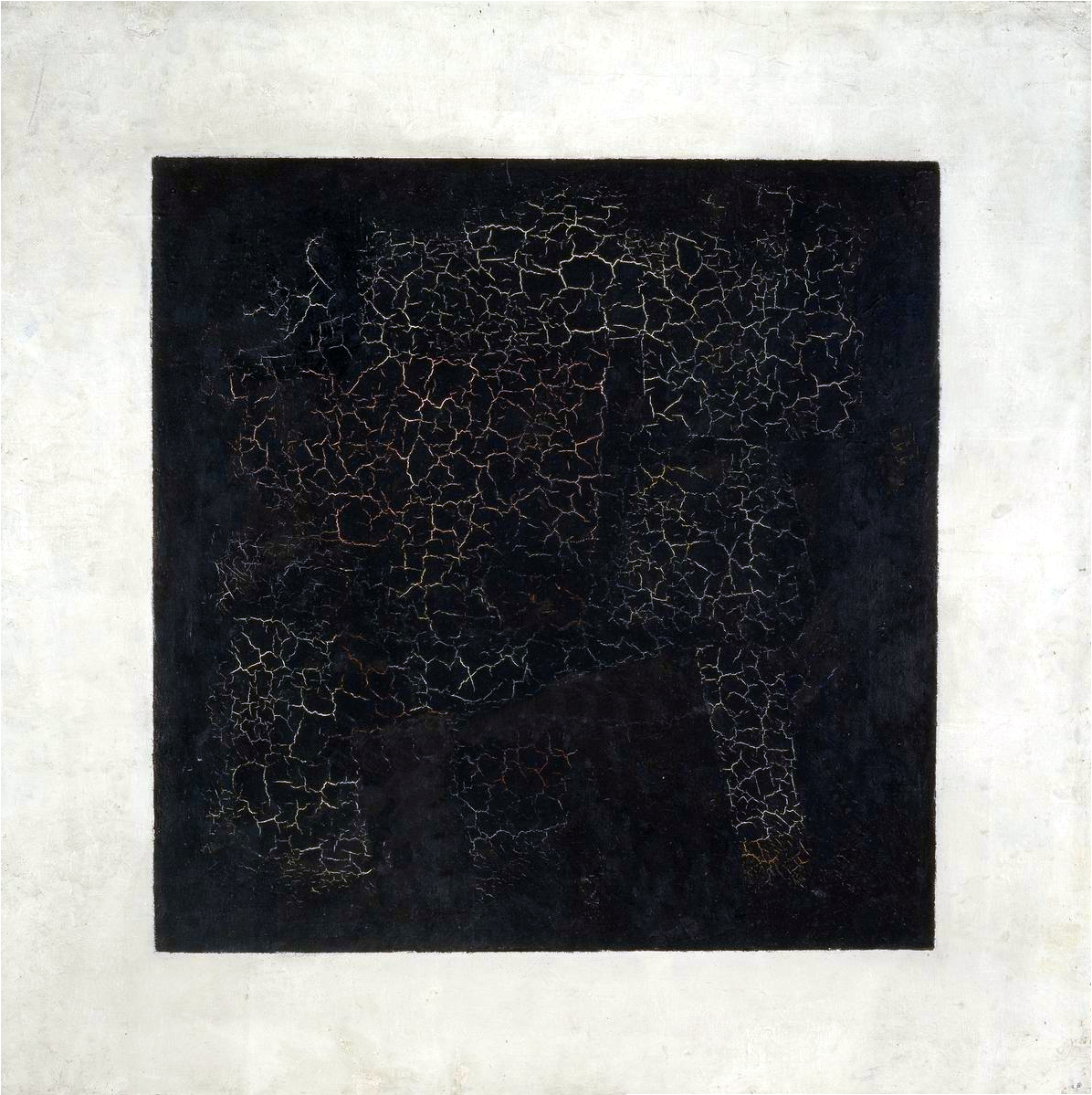
Казимир Малевич. Чёрный квадрат. 1915
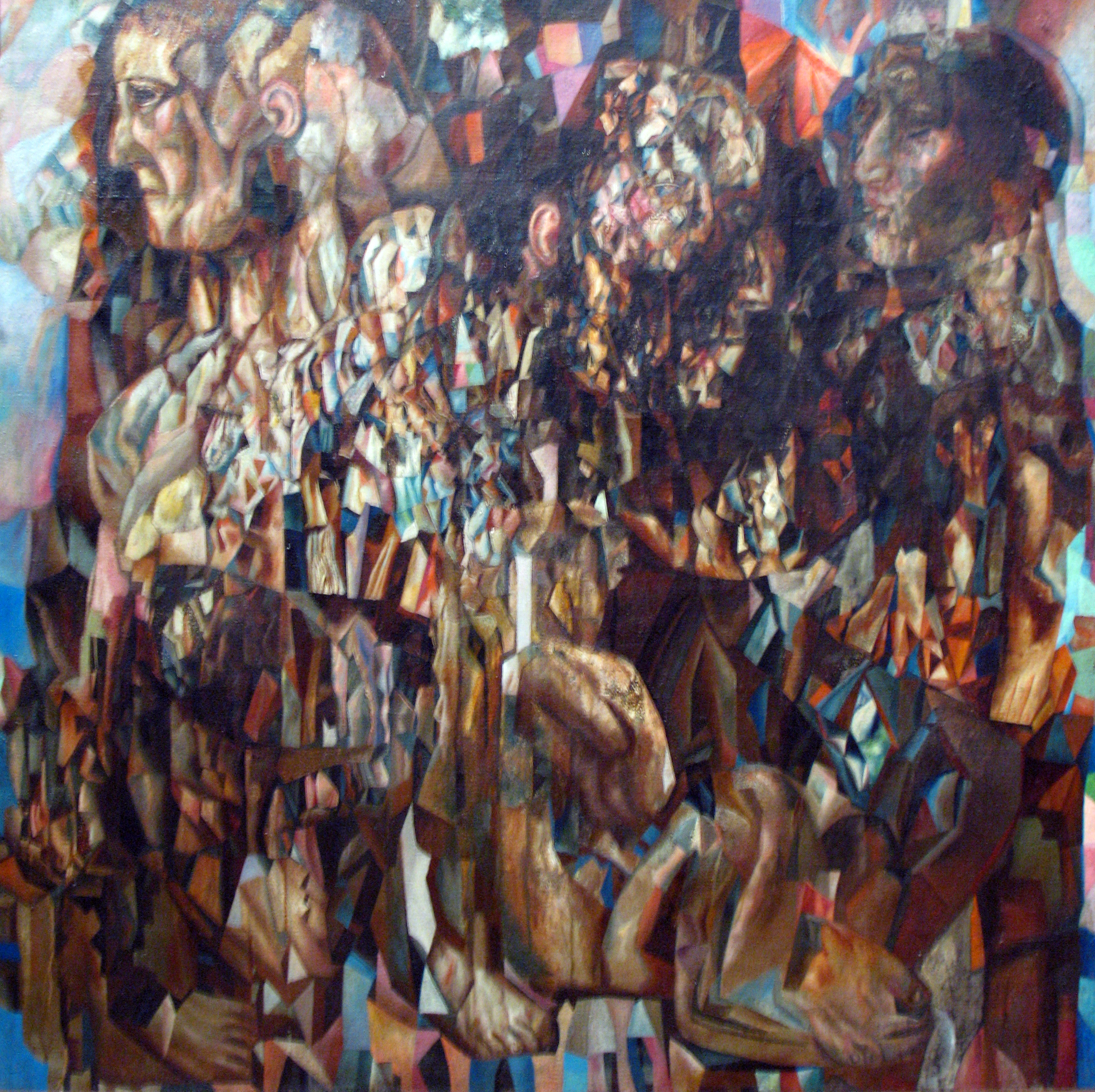
Павел Филонов. Состав. Лица. 1915
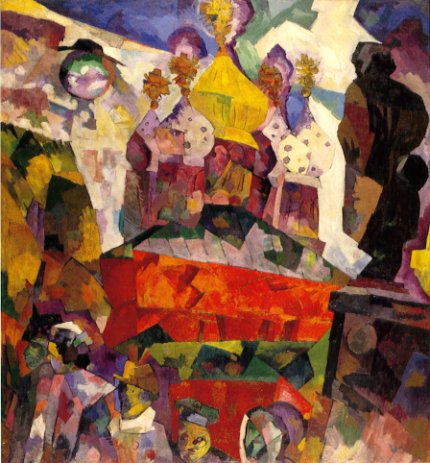
Аристарх Лентулов. Тверской бульвар. 1917
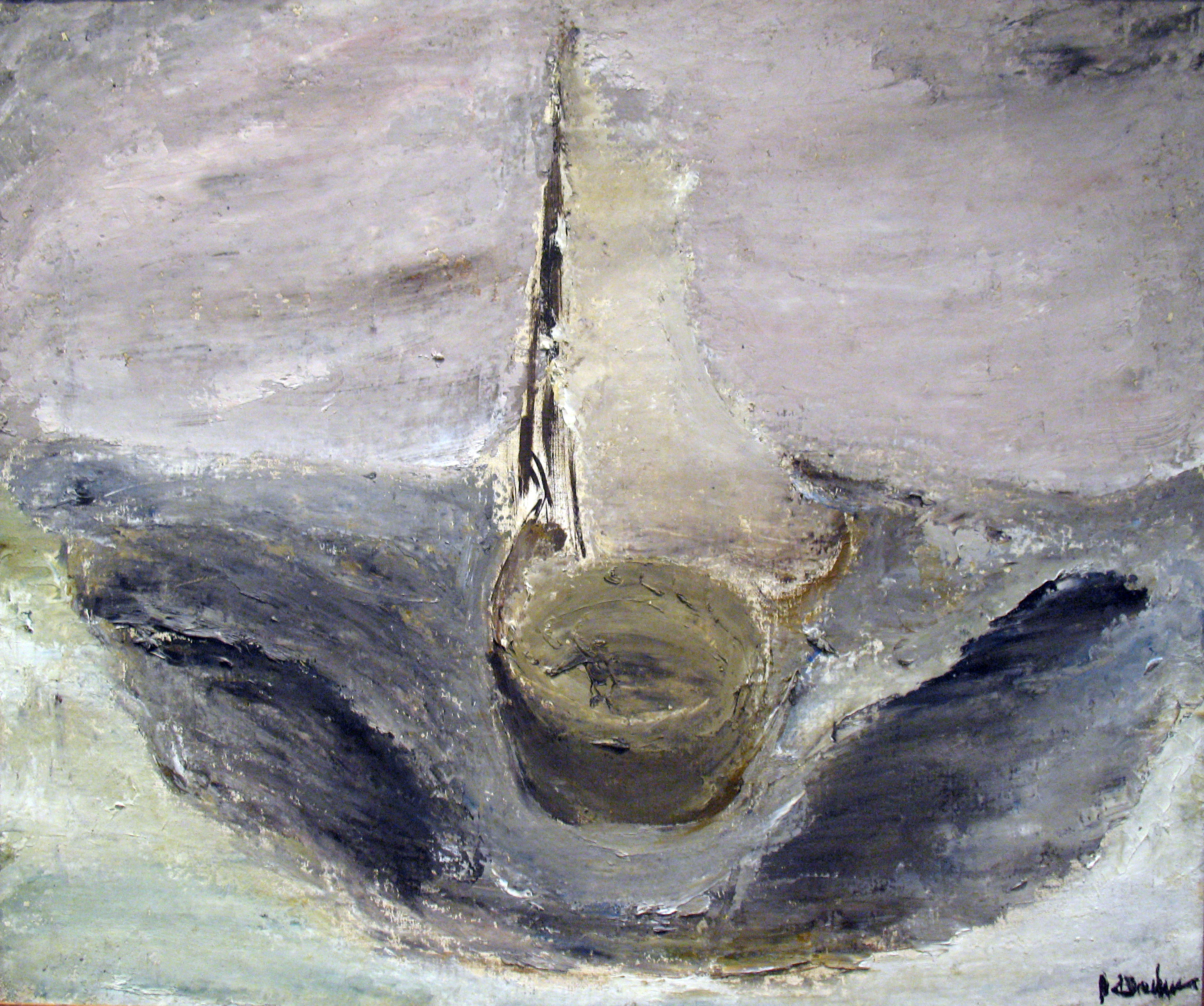
Александр Древин. Барка. 1931
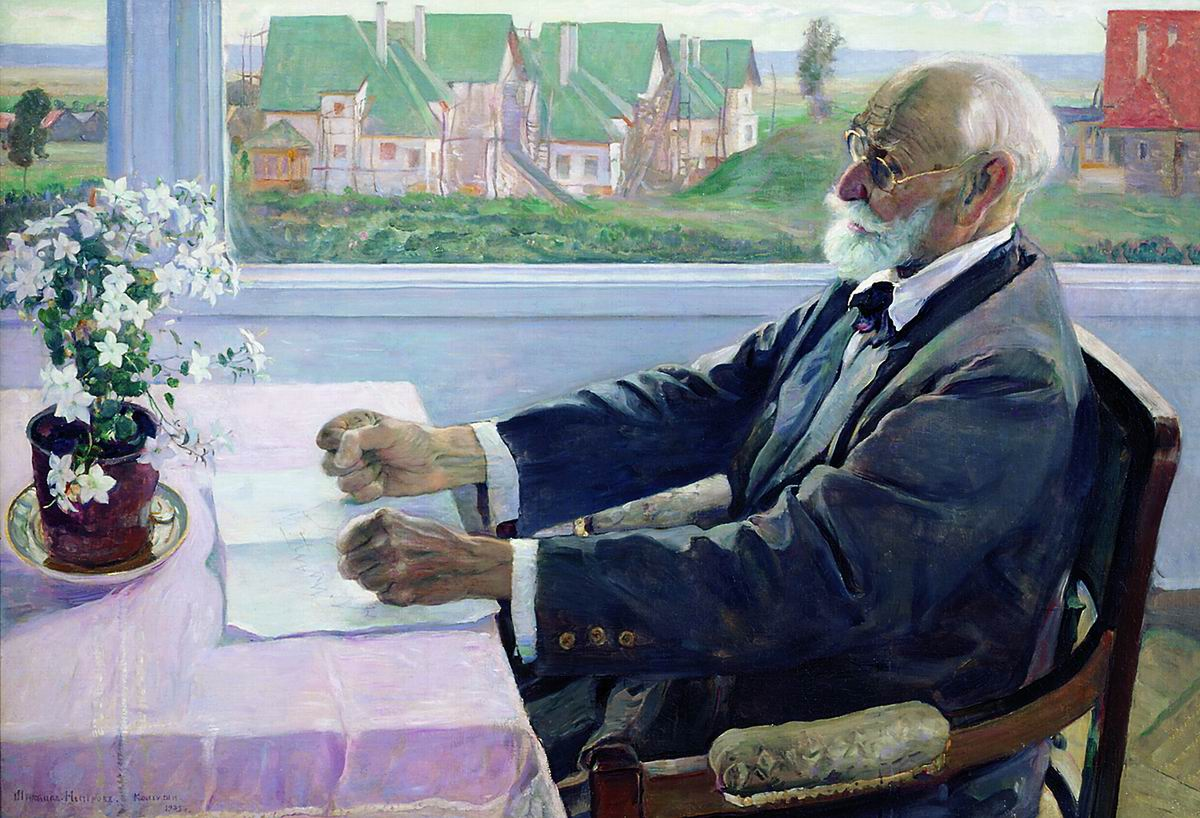
Михаил Нестеров. Портрет И.П. Павлова. 1935

### Крупные выставки последних лет
2016

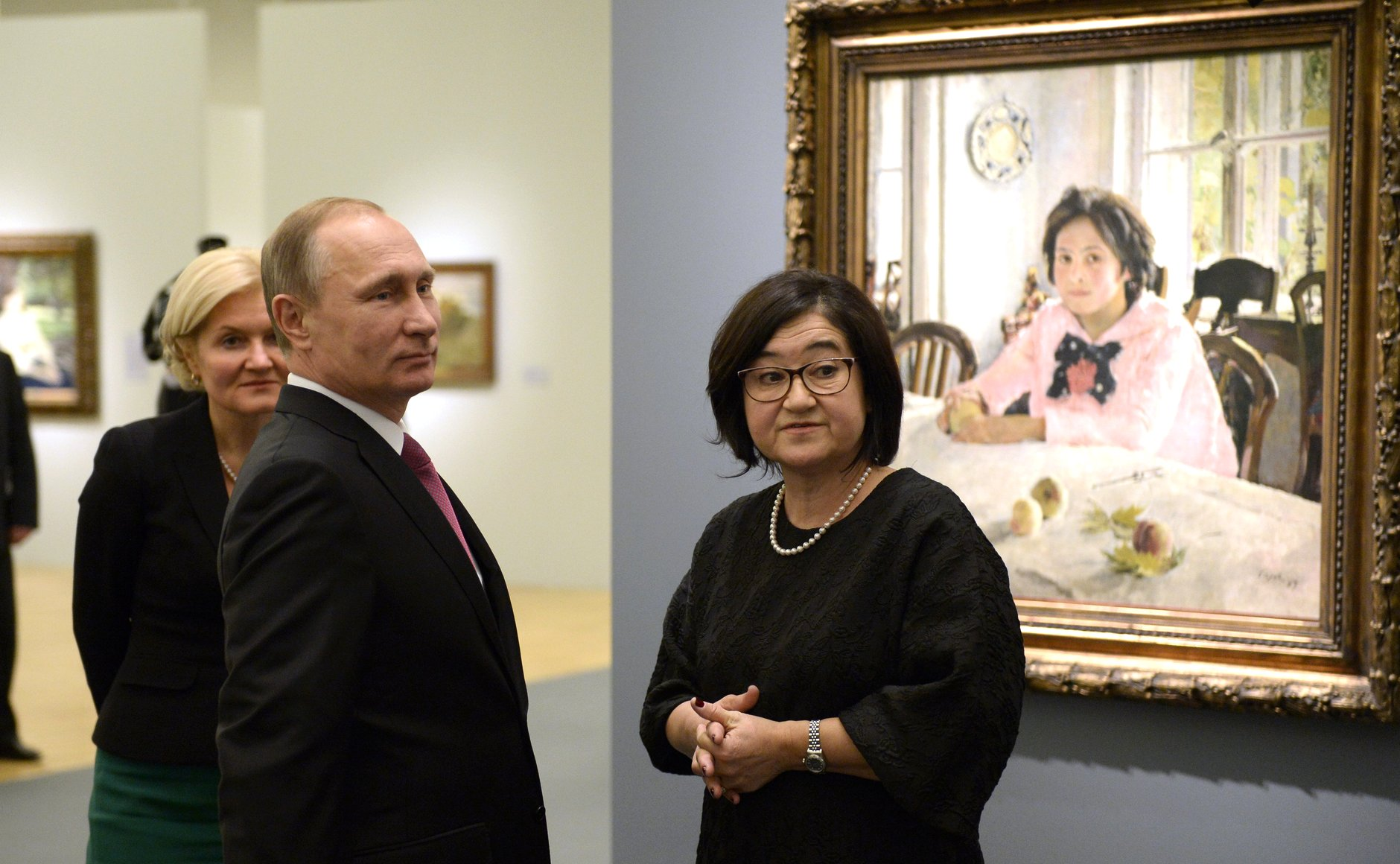
Выставка работ Валентина Серова, 2016 год

- Выставка полотен Валентина Серова, собранных в государственных и частных коллекциях. Мероприятие получило широкое освещение в медиа, возле здания Новой Третьяковки выстраивались многочасовые очереди, из-за чего музей работал по 15 часов в день, а МЧС организовало полевые кухни для обогрева посетителей. Всего выставку посетило более 485 000 человек[36][37][5].

2017
- Выставка картин Ивана Айвазовского, организованная к 200-летию со дня рождения художника[38]. Мероприятие посетило более 600 000 человек, что побило рекорд выставки Валентина Серова[39].
- В честь столетия со дня революции прошла выставка «Некто 1917 года», на которой были представлены работы, созданные преимущественно в 1917-м. Среди представленных полотен были произведения Бориса Григорьева, Бориса Кустодиева, Михаила Нестерова, Кузьмы Петрова-Водкина, Зинаиды Серебряковой, а также Василия Кандинского, Казимира Малевича, Александра Родченко[40].
- Выставочный проект «Оттепель», посвящённый событиям 1950—1960 годов. Выставленные полотна Александра Крюкова, Ольги Рапай, Андрея Гончарова, а также фотографии и предметы иллюстрировали культуру того времени[41][42].

2018
- Выставка работ Василия Верещагина, посвящённая 175-летию со дня рождения художника, которая включала более 500 экспонатов из 20 музеев и частных коллекций. Помимо полотен экспонировались старинное оружие, восточные одеяния, скульптура Николы Можайского, а также подлинная дверь из усыпальницы Тимура в Самарканде[43].
- Временная экспозиция «Илья и Эмилия Кабаковы. В будущее возьмут не всех» с ранними и более поздними произведениями: «Случай в коридоре возле кухни», «Мусорный человек или человек, который никогда ничего не выбрасывал», «Три ночи», «Лабиринт. Альбом моей матери» и другие[44].
- Показ работ русского авангардиста Михаила Ларионова. В состав экспозиции вошли полотна художника «Бубновый валет», «Ослиный хвост», «Мишень», «Лучисты и будущники» и другие[45].

## Примечание
1. 1 2 3 4  Новая Третьяковка 1985. Третьяковская галерея. Дата обращения: 18 сентября 2018. Архивировано 8 ноября 2018 года.
2. 1 2 3  Сахно, 2017.
3. ↑  Дарья Курдюкова. На выставке об истории здания на Крымском Валу показывают осуществленное и неосуществленное. Независимая газета (25 августа 2019). Дата обращения: 7 сентября 2019. Архивировано 31 августа 2019 года.
4. ↑  Русская галерея, 1999.
5. 1 2  Орлова, 2015.
6. 1 2 3 4  Новая Третьяковка. Музеи России. Дата обращения: 18 сентября 2018. Архивировано 8 ноября 2018 года.
7. ↑  Новая Третьяковка. Музеи России. Дата обращения: 25 сентября 2018. Архивировано 8 ноября 2018 года.
8. 1 2 3  Современное искусство: 1960–2000. Перезагрузка. Третьяковская галерея. Дата обращения: 25 сентября 2018. Архивировано 13 октября 2018 года.
9. ↑  Новая Третьяковка. Культура.рф. Дата обращения: 18 сентября 2018. Архивировано 8 октября 2018 года.
10. ↑  Дарья Курдюкова. План залов. Государственная Третьяковская галерея. Дата обращения: 30 сентября 2023.
11. ↑  Шедевры архитектуры, 2011.
12. ↑  Шедевры, 2004.
13. ↑  Искусство XX века в Третьяковской галерее на Крымском Валу. Музеи России. Дата обращения: 25 сентября 2018. Архивировано 8 ноября 2018 года.
14. ↑  Третьяковская галерея пополняет коллекцию, связывая классику и современность. Независимая газета (14 июня 2017). Дата обращения: 25 сентября 2018. Архивировано 17 сентября 2018 года.
15. ↑  Что ожидает коллекцию Леонида Талочкина. АртГид (3 апреля 2014). Дата обращения: 3 октября 2018. Архивировано 12 октября 2018 года.
16. ↑  В Третьяковской галерее откроется новая постоянная экспозиция. Россия — Культура (28 марта 2016). Дата обращения: 25 сентября 2018. Архивировано 22 июня 2018 года.
17. 1 2  «Винзавод» передал в дар Третьяковской галерее работы современных художников. Россия — Культура (19 апреля 2018). Дата обращения: 25 сентября 2018. Архивировано 24 июня 2018 года.
18. ↑  Зал, посвященный коллекционеру Георгию Костаки, представили в Новой Третьяковке. ТАСС (16 сентября 2019). Дата обращения: 17 сентября 2019. Архивировано 7 октября 2019 года.
19. ↑  Пять быстрых фактов о Третьяковке на Крымском Валу. Афиша Daily. Дата обращения: 23 сентября 2018. Архивировано 27 сентября 2020 года.
20. ↑  Антон Мамыкин. Ребрендинг дня: Новая Третьяковка. Sostav (31 марта 2017). Дата обращения: 18 сентября 2018. Архивировано 21 сентября 2018 года.
21. ↑  Николай Корнацкий. Как изменилась Третьяковская галерея на Крымском Валу. Известия (21 октября 2015). Дата обращения: 23 сентября 2018. Архивировано 8 ноября 2018 года.
22. ↑  Рем Колхас обновит здания Третьяковской галереи в Лаврушинском переулке и на Крымском валу. Archi (13 сентября 2015). Дата обращения: 23 сентября 2018. Архивировано 8 ноября 2018 года.
23. ↑  Третьяковская галерея на Крымском валу стала «Новой Третьяковкой». Аргументы и факты (31 марта 2017). Дата обращения: 18 сентября 2018. Архивировано 8 ноября 2018 года.
24. ↑  Юлия Петрова. В Третьяковской галерее вместо окон появятся картины. Ведомости (20 сентября 2013). Дата обращения: 24 сентября 2018. Архивировано 8 ноября 2018 года.
25. ↑  Музейный двор на Крымском Валу. Музеи России (10 сентября 2016). Дата обращения: 24 сентября 2018. Архивировано 8 ноября 2018 года.
26. ↑  В Третьяковской галерее на Крымском Валу откроют Музейный двор. Ведомости (6 сентября 2016). Дата обращения: 24 сентября 2018. Архивировано 8 ноября 2018 года.
27. ↑  Янина Барабашова (31 мая 2017). Внутренний двор «Новой Третьяковки» откроют для посетителей 6 июня. Архивировано 25 апреля 2018. Дата обращения: 24 апреля 2018.
28. ↑  ЦДХ на Крымском валу прекратит существование. News.ru (20 октября 2018). Дата обращения: 22 октября 2018. Архивировано 8 ноября 2018 года.
29. ↑  Алина Измайлова. ГТГ: ОМА. Archi (20 февраля 2018). Дата обращения: 23 сентября 2018. Архивировано 8 ноября 2018 года.
30. ↑  Государственная Третьяковская галерея. TimeOut. Дата обращения: 18 сентября 2018. Архивировано 25 сентября 2018 года.
31. ↑  Рем Колхас: «В том, чтобы спрятаться в здании, есть свои плюсы». The Art Newspaper. Дата обращения: 23 сентября 2018. Архивировано 24 сентября 2018 года.
32. ↑  Тимур Золотоев. Новая Третьяковка от Рема Колхаса: как изменится здание на Крымском Валу (недоступная ссылка — история). Strelka (20 февраля 2018). Дата обращения: 3 октября 2018.
33. ↑  Юрий Лысенко. ЦДХ станет единым пространством с Новой Третьяковкой. The Village (20 февраля 2018). Дата обращения: 24 сентября 2018. Архивировано 8 ноября 2018 года.
34. ↑  Алена Дергачева. Новую Третьяковку закроют на пять лет (обновлено). The Village (21 августа 2019). Дата обращения: 7 сентября 2019. Архивировано 27 марта 2019 года.
35. ↑  Третьяковская галерея на несколько лет закроет здание на реконструкцию. Фонтанка.ру (21 августа 2019). Дата обращения: 7 сентября 2019. Архивировано 23 августа 2019 года.
36. ↑  Татьяна Мамаева. Зельфира Трегулова: «Пятьдесят процентов бюджета «Третьяковки» заработано нами». Реальное время (29 апреля 2017). Дата обращения: 23 сентября 2018. Архивировано 8 ноября 2018 года.
37. ↑  Персики — вне очереди! Новая газета (25 января 2016). Дата обращения: 24 сентября 2018. Архивировано 28 сентября 2020 года.
38. ↑  Третьяковская галерея продлит время посещения выставки Айвазовского до полуночи. Meduza (7 ноября 2016). Дата обращения: 24 сентября 2018. Архивировано 8 ноября 2018 года.
39. ↑  В Третьяковской галерее открылась выставка Айвазовского. RT на русском (29 июля 2016). Дата обращения: 25 сентября 2018. Архивировано 22 июля 2018 года.
40. ↑  «Некто 1917». Выставка, приуроченная к 100-летию революции, открывается в Новой Третьяковке. Россия — Культура (27 сентября 2017). Дата обращения: 25 сентября 2018. Архивировано 9 сентября 2018 года.
41. ↑  Юлия Майорова. Космос, целина, хрущёвки. В Третьяковке открылась выставка «Оттепель». Life Культура (15 февраля 2017). Дата обращения: 24 сентября 2018. Архивировано 30 июля 2017 года.
42. ↑  Анна Толстова. Вместо весело шагать. Коммерсантъ (10 февраля 2017). Дата обращения: 24 сентября 2018. Архивировано 8 ноября 2018 года.
43. ↑  Воин на Крымском Валу. Новая газета (13 марта 2018). Дата обращения: 24 сентября 2018. Архивировано 16 марта 2018 года.
44. ↑  Выставка «Илья и Эмилия Кабаковы. В будущее возьмут не всех». Strana. Дата обращения: 23 сентября 2018. Архивировано 7 сентября 2018 года.
45. ↑  Анна Толстова. Впереди авангарда. Анна Толстова о Михаиле Ларионове. Коммерсантъ. Дата обращения: 23 сентября 2018. Архивировано 23 сентября 2018 года.